# استاندارد پردازش اطلاعات فدرال
استاندارد پردازش اطلاعات فدرال (به انگلیسی: Federal Information Processing Standards) (به صورت کوتاه شده FIPS) استانداردی عمومی برای استفاده از سیستم‌های کامپیوتری است که توسط دولت فدرال ایالات متحده توسعه می‌یابد. این استاندارد توسط همه دولت‌های غیرنظامی و پیمانکاران دولتی مورد استفاده واقع می‌شود. این استاندارد همچنین توسط مؤسسه استانداردهای ملی آمریکا (ANSI)، موسسه مهندسان برق و الکترونیک (IEEE) و سازمان بین‌المللی استانداردسازی (ISO) به عنوان یک مرجع مورد استفاده قرار می‌گیرد.